# زائده هرمی استخوان کامی
زائده هرمی استخوان کامی (انگلیسی: Pyramidal process of palatine bone) زائده‌ای است که از محل اتصال بخش‌های افقی و عمودی استخوان کامی (پالاتین) به سمت خلف و خارج برآمده شده‌است.
استخوان‌های کامی که در تشکیل قسمت خلفی کام سخت شرکت دارند، بسیار نازک هستند، جز در قسمت خارجی که زوائد هرمی ضخیمی برای اتصال به زوائد بالی (رجلی، تریگوئید) استخوان پروانه‌ای (اسفنوئید) دارند.